# Lavigeria grandis
Lavigeria grandis là một loài ốc nước ngọt nhiệt đới có mang và nắp (động vật chân bụng)|nắp ốc, là động vật chân bụng sống dưới nước động vật thân mềm trong họ Paludomidae.
Loài này phân bố ở Burundi, Cộng hòa Dân chủ Congo, Tanzania, và Zambia. Môi trường sống tự nhiên của chúng là hồ nước ngọt.